# Fantômas (mini-série)
Pour les articles homonymes, voir Fantômas (homonymie).
Fantômas est une mini-série franco-allemande en quatre épisodes de 90 minutes, créée par Bernard Revon d'après l'œuvre homonyme de Marcel Allain et Pierre Souvestre, réalisée en 1979 par Claude Chabrol et Juan Luis Buñuel et diffusée en 1980 sur Antenne 2. La première diffusion au Grand-Duché de Luxembourg, en Belgique et en Lorraine a lieu le 24 novembre 1979, sur RTL-Télé-Luxembourg.

## Distribution
- Helmut Berger : Fantômas/Gurn/Valgrand/Nanteuil
- Jacques Dufilho : Inspecteur Juve
- Pierre Malet : Charles Rambert, dit Jérôme Fandor (reporter)
- Gayle Hunnicutt : Lady Beltham doublée par Yolande Foliot
- Pierre Douglas : le Juge Fuselier
- Kristina Van Eyck : Princesse Sonia Danidoff
- Mario David : Nibet
- Denise Péron : La Mère Toulouche
- Hélène Duc : La marquise de Langrune
- Marie-José Courtois : Nadine
- Jean-Paul Zehnacker : Loupart
- Véronique Delbourg : Élisabeth
- Victor Garrivier : Le banquier Barbey
- Philippe Laudenbach : Thomery
- Danielle Godet : La baronne de Vibray
- Maxence Mailfort : Jacques Dollon
- Eduard Linkers : Madame Kirsh
- Peter Wolfsberger : Le roi de Transylvanie
- Claudia Messner : Romy
- Marieli Frohlich : Marieke
- Helmut Janatsch : Le directeur de la sécurité
- Georgette Anys : Mme Doulenques, la concierge
- Denise Bataille : la colonel
- Katia Tchenko : l'amie
- Hubert de Lapparent : l'abbé Sicot
- Serge Bento : l'inspecteur Michel
- Jean-Pierre Coffe : le chef de la Sûreté
- Michel Peyrelon : le docteur Hansen
- Yves Barsacq : le directeur de l'hôpital
- Raoul Delfosse : le père Korn
- Paul Temps : le valet de Valgrand
- Fabrice Luchini : Bonardin
- Jacques David
- Dominique Zardi : le contrôleur du train

## Épisodes

### L'Échafaud magique
Réalisé par Claude Chabrol, d'après le premier roman Fantômas, diffusé le 4 octobre 1980. Avec Hélène Duc (La marquise de Langrune), Kristina Van Eyck (Sonia Danidoff), Mario David (Nibet), Katia Tchenko (L'amie), Pierre Douglas (le juge Fuselier), Jean-Pierre Coffe (le chef de la Sûreté), Fabrice Luchini (Bonardin), Bernard Dumaine (Le bourreau Anatole Deibler)...
Résumé : Dans ce premier épisode, le commissaire Juve accompagne la marquise de Langrune en train jusqu'à Paris où elle doit se rendre afin de toucher l'argent d'un billet de loterie gagnant. Mais au cours du voyage, elle est étranglée. Le jeune Fandor, bouleversé par la mort de sa tante, décide d'aider le commissaire. Juve enquête parallèlement sur l'assassinat d'un ambassadeur, lord Beltham. Des indices le mettent sur la piste d'un certain Gurn. Or, ce dernier est l'amant de la veuve Beltham.

### L'Étreinte du diable
Réalisé par Juan Luis Buñuel, d'après Juve contre Fantômas, diffusé le 11 octobre 1980. Avec Pierre Douglas (le juge Fuselier), Jean-Paul Zehnacker (Loupart), Hélène Péchayrand (Joséphine), Serge Bento (L'inspecteur Michel)...
Résumé : Fantômas continue de terroriser la France. L'homme aux mille visages prend cette fois l'identité d'un médecin tchèque, le docteur Chalek, et perpètre ses forfaits au gré de son extravagante fantaisie dans les lieux les plus divers : le cabinet d'un médecin, un hôpital, un couvent, un manoir...

### Le mort qui tue
Réalisé par Juan Luis Buñuel, d'après le roman éponyme, diffusé le 18 octobre 1980. Avec Maxence Mailfort (Jacques Dollon), Philippe Dumat (le rédacteur en chef), Dominique Bernard (Nez Coupé)...
Résumé : La baronne Mathilde de Vibray est retrouvée morte chez son jeune protégé, le peintre Jacques Dollon, le lendemain du jour où elle a appris que son banquier et un mystérieux associé, Nanteuil, l'avaient ruinée. Jacques Dollon, soupçonné, arrêté, est retrouvé pendu dans sa cellule, mais son corps disparaît. 

### Le Tramway fantôme
Réalisé par Claude Chabrol, d'après Un roi prisonnier de Fantômas, diffusé le 25 octobre 1980. Avec Holde Naumann (la reine), Marieli Frohlich (Mareike), Peter Wolsdorf (le secrétaire)...
Résumé : Fantômas poursuit ses méfaits à Vienne en Autriche et au royaume de Transylvanie. Il enlève le roi de Karpatek après avoir étranglé, puis défenestré sa jeune maîtresse Romy. Il récupère en rançon le fameux diamant rouge de la couronne de Transylvanie et s'empare d'une rame de tramway...

## DVD
Ces téléfilms ont été édités en DVD par l'INA en 2011 dans sa collection « Les inédits fantastiques ».

## Adaptation en bande dessinée
La série a aussi été librement adaptée en bande dessinée dans la Collection Télé Junior. L'album, comptant 48 pages, a été édité en septembre 1980 sur des scénarios de Sacha et des dessins de Pierre Frisano. Six histoires sont ainsi présentées :
- Un crime mystérieux ;
- La Malle sanglante ;
- Fantômas contre Juve ;
- Le Tueur de l'ombre ;
- Le Portefeuille rouge ;
- Mieux vaut « Tsar » que jamais.